# 白音库伦牧场
白音库伦牧场，是中国内蒙古自治区锡林郭勒盟锡林浩特市下辖的一个乡镇级行政单位。

## 行政区划
白音库伦牧场共辖以下地区：
白音查干分场村、哈拉盖图分场村、白音乌拉分场村、斯格斯台分场村、宝格达图分场村。